# Emmetrophysis
Emmetrophysis é um gênero de traça pertencente à família Agonoxenidae.